# Retrat de Victòria González Somón
Retrat de Victòria González Somón és una pintura (oli sobre tela) de 90 × 71 cm realitzat per Ricard Canals i Llambí el 1931, la qual es troba a la Biblioteca Museu Víctor Balaguer.

## Context històric i artístic
Antic membre de la Colla del Safrà, amb Mir i Nonell, i company d'aquest darrer en la seua descoberta de París, on acabaria entrant amb èxit notable en l'òrbita dels Durand-Ruel (els marxants que havien consagrat els impressionistes), Ricard Canals va ésser un dels noms més destacats del postmodernisme català, i en la seua maduresa, de retorn ja de París, s'atansà a la serenitat clàssica del Noucentisme.

## Singularitat de l'obra
Aquesta obra és especialment remarcable per dos motius. En primer lloc perquè es tracta (com diu una inscripció al seu dors) de l'obra pòstuma del pintor, el qual morí quan encara no l'havia enllestit. Amb tot i això és un retrat directe i rodó. En segon lloc, la retratada és una figura a tindre especialment en compte en la història del museu on s'exposa, ja que la seua col·lecció de petits formats de grans mestres de la pintura catalana enriqueix considerablement aquesta institució des del llegat del 1956, any posterior de la mort de Victòria González. Andalusa d'origen, íntima amiga del col·leccionista Lluís Plandiura i Pou i pintora ocasional, tractà de prop molts dels pintors catalans d'aquella generació i fou retratada també per Pere Pruna i Joaquim Mombrú en obres que es conserven a la Biblioteca Museu Víctor Balaguer.